# Розсош (притока Чорної Калитви)
Розсош (рос. Россошь, у верхів'ях Суха Розсош) — річка у Воронізькій області. Гирло річки знаходиться в 59 км по лівому берегу річки Чорна Калитва. Довжина річки становить 70 км, площа водозбірного басейну 1570 км².